# Luciano Russo
Luciano Russo (Lusciano, 23 de junio de 1963) es un arzobispo católico italiano, anterior nuncio apostólico de la Santa Sede, desde el 10 de septiembre de 2022 es secretario de las Representaciones Pontificias como miembro de la Curia romana.

## Biografía
Nació en Lusciano, en la provincia de Caserta y diócesis de Aversa, el 23 de junio de 1963.

### Formación y ministerio sacerdotal
Asistió a la escuela primaria con las Hermanas oblatas del sagrado Corazón de Jesús, luego acudió al bachillerato y a la universidad en el seminario de Aversa. Posteriormente, de 1981 a 1988, obtuvo la licenciatura en Filosofía y Teología en la Pontificia Universidad Gregoriana, escribiendo una tesis sobre las organizaciones internacionales.
El 1 de octubre de 1988 fue ordenado sacerdote por el obispo de Aversa Giovanni Gazza.
Posteriormente obtuvo la licenciatura en derecho canónico. En 1991 inició la preparación para el servicio diplomático en la Academia Pontificia Eclesiástica; Posteriormente sirvió en las representaciones papales en Papúa Nueva Guinea, Honduras, Siria, Brasil, Países Bajos, Estados Unidos de América, Honduras y Bulgaria.
El 12 de junio de 2000 formó parte de la delegación de la Santa Sede presente en los funerales del presidente sirio Háfez al-Ásad.

### Ministerio episcopal
El 27 de enero de 2012, el Papa Benedicto XVI lo nombró nuncio apostólico, asignándole la sede titular de Monteverde y el 16 de febrero le confió la nunciatura en Ruanda.
Recibió la ordenación episcopal el 14 de abril siguiente, en la Catedral de San Pablo en Aversa, de manos del cardenal Tarcisio Bertone, Secretario de Estado de la Santa Sede, siendo co-consagrantes el obispo de Aversa, Angelo Spinillo.
Posteriormente recibió diversos destinos de nunciatura: de 2016 a 2020 en Argelia y Túnez, de 2020 a 2021 en Panamá y de 2021 a 2022 en Uruguay.
El 10 de septiembre de 2022, el Papa Francisco lo nombró Secretario para las Representaciones Pontificias.
La sucesión apostólica es:
- Arzobispo Simón Bolívar Sánchez Carrión (2025)